# ロニー・テイラー
ロニー・テイラー（Ronnie Taylor, 本名：Ronald Charles Taylor BSC、1924年10月27日 - 2018年8月3日）は、イギリスの撮影監督。ロンドン・ハムステッド出身。
リチャード・アッテンボロー監督作品の撮影を多く手がけ、1982年の『ガンジー』の撮影をビリー・ウィリアムズと共に担当、ウィリアムズと共に第55回アカデミー撮影賞を受賞した。その後はダリオ・アルジェント監督作品の撮影を多く手がけた。
英国撮影監督協会（BSC）の会員で、1990年から1992年まで同協会の会長をつとめた。
2018年8月3日、93歳で死去。

## 主な作品
- レッツ・ゴー物語 Two and Two Make Six (1961)
- Tommy/トミー Tommy (1975)
- サイレントフルート Circle of Iron (1978)
- グレート・ドライバー Fangio (1979) ドキュメンタリー映画
- マン・ハンティング/人間狩り Savage Harvest (1981)
- ガンジー Gandhi (1982) ビリー・ウィリアムズと共同
- ハイ・ロード High Road to China (1983)
- スプリッツ Splitz (1983)
- シャーロック・ホームズ/バスカヴィル家の犬 The Hound of the Baskervilles (1983) テレビ映画
- ゲームの達人 Master of the Game (1984) ミニシリーズ
- チャンピオンズ Champions (1984)
- ナイロビ Nairobi Affair (1984) テレビ映画
- コーラスライン A Chorus Line (1985)
- サクセス・ストーリー'88/天才的記憶術の使い方 Foreign Body (1986)
- 遠い夜明け Cry Freedom (1987)
- オペラ座/血の喝采 Opera (1987)
- エキスパーツ The Experts (1989)
- シー・オブ・ラブ Sea of Love (1989)
- ホドロフスキーの虹泥棒 The Rainbow Thief (1990)
- ポップコーン Popcorn (1991)
- ウェンセスラスはよい王様 Good King Wenceslas (1994) テレビ映画
- オペラ座の怪人 Il fantasma dell'Opera (1998)
- スリープレス Non ho sonno (2001)